# Northern Lighthouse Board
Northern Lighthouse Board (Rada severních majáků, NLB) je veřejný subjekt, který není ministerstvem. Je odpovědný za majáky a další navigační prostředky (plavební bóje, majáky, stanice GPS), které zajišťují bezpečnou plavbu v pobřežní oblasti Skotska a ostrova Man. Sídlo a administrativní kanceláře NLB se nacházejí v centru Edinburghu v budově v georgiánském stylu na George Street 84. NLB pečuje o území o celkové rozloze 77 700 km² a 790 ostrovů.

## Historie
NLB byla založena zákonem parlamentu v roce 1786 jako Commissioners of Northern Light Houses, především na popud právníka a politika George Dempstera, aby dohlížela na výstavbu a provoz čtyř skotských majáků: Kinnaird Head, North Ronaldsay, Scalpay a Mull of Kintyre, na které si mohli půjčit až 1 200 liber. Do té doby byl jediným větším majákem ve Skotsku uhelný koš umístěný na ostrově May v zálivu Firth of Forth a několik menších majáků v zálivech Tay a Clyde. Žádný z hlavních průjezdů kolem Skotska, které vedly nebezpečnými úžinami, nebyl označen.
Koncem roku 1787 bylo instalováno první světlo na Kinnaird Head. Na Mull of Kintyre se vše muselo dopravit koňským spřežením z 12 mil vzdáleného Campbeltownu, ale v říjnu 1788 už maják svítil. Na Scalpay na Vnějších Hebridách a na North Ronaldsay na Orknejských ostrovech museli kameníci Smith a Mills překonat rozbouřené vody, ale i tak bylo dílo dokončeno v říjnu 1789 a všichni si ho pochvalovali. Poplatky, které byly v 17. století původně stanoveny na dva šilinky za tunu nákladu, byly nyní sníženy na jednu penny za tunu.
Nejtalentovanějším inženýrem mezi inspektory byl Robert Stevenson, jehož tři synové David Stevenson, Alan Stevenson a Thomas Stevenson pokračovali v jeho šlépějích. Stevensonova dynastie postavila většinu severních majáků, a to v některých mimořádně náročných lokalitách. Jejich návrhy majáků byly mistrovskými díly své doby, zejména Bell Rock, Skerryvore a Muckle Flugga.
V letech 1876 až 2005 NLB udržovala majáky a také nautofony, které varovaly lodě v mlze. Poslední nautofon se ozval 4. října 2005 při tajfunu na majáku Skerryvore.

## Ostrov Man
Až do roku 1815 nebyl za ostrov Man zodpovědný ani anglický úřad pro majáky Trinity House, ani skotský úřad Commissioners of Northern Lighthouses. Komisaři se rozhodli postavit na ostrově dva majáky. Potřebný základ pro to byl vytvořen legislativním usnesením z téhož roku. V roce 1854 byla NLB trvale pověřena stavbou majáků na ostrově Man.
NLB má na starosti sedm majáků na ostrově Man od Point of Ayre a Winkie na severu až po zrádnou Chicken Rock u Calf of Man na jihu. Posledním majákem, který byl automatizován, byl maják Langness v roce 1996. Majáky na ostrově Man jsou každoročně kontrolovány a udržovány, bóje jsou kontrolovány a udržovány plavidlem (pokladačem bójí) NLV Pharos.

## Organizace
Úřad je řízen ze svého sídla v Edinburghu, kde sídlí administrativa. Technické činnosti jsou prováděny ze základny v Obanu (Argyll a Bute), kde jsou umístěny všechny dílny a zařízení pro stavbu a údržbu navigačních značek (plavebních bójí a majáků). Kotví zde lodě Rady severních majáků.
V souladu s ustanoveními skotského zákona z roku 1998 není NLB decentralizovaným orgánem. Je orgánem Spojeného království a podléhá ministerstvu dopravy. V praxi NLB úzce spolupracuje se skotskou vládou a vládou ostrova Man. Je financován Ministerstvem dopravy Spojeného království. NLB je financována ze sdružených poplatků za světla, které spravuje britské ministerstvo dopravy a které jsou rozdělovány NLB, Trinity House a komisařům Irish Lights.

## Zařízení
K 31. březnu 2019 NLB provozovala následující objekty:

### Navigační stavby a zařízení:
- 206 majáků
- 170 plavebních bójí
- 47 Automatic identification system
- 4 stanice DGPS
- 29 stanic RACON
- 1 stanice GLA LORAN

### Lodě
NLB používá současně dva pokladače bójí známé pod názvem Northern Lighthouse Vessel (Lodě severních majáků, NLV).
- NLV Pole Star je v provozu od roku 2000
- NLV Pharos je ve službě od března 2007 a umístěná v Obanu. Jedná se o desátý Pharos, který nahradil devátý Pharos, jenž byl prodán v září 2006 pro použití jako plavidlo pro ochranu rybolovu v Jižní Georgii a Jižní Sandwichovy ostrovy.

## Komisaři

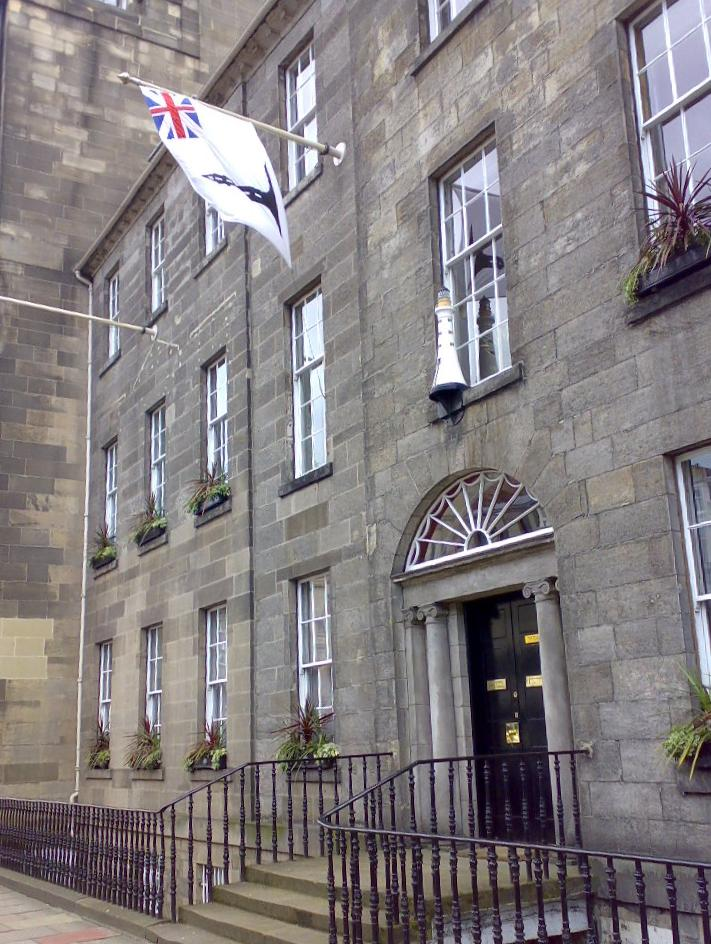
Sídlo komise na George Street v Edinburghu. Na štítku na dveřích je uveden tradiční název Commissioners of Northern Lights.

Většina komisařů byla vždy jmenována ex offo. Původními komisaři jmenovanými v roce 1786 byli skotští právní zástupci Koruny, šerifové skotských pobřežních hrabství a provosti (Provost) a lordi provosti (Lord Provost) skotských měst a městeček se silnými obchodními zájmy. Reforma místní správy a šerifství od té doby vedla ke změnám. Mezi předchozí komisaře patřil Richard Vary Campbell.
Současnými komisaři severních majáků podle přílohy 8 zákona o obchodní námořní dopravě z roku 1995 jsou lord advokát a jeho zástupce generální právník Skotska (Solicitor General for Scotland), lordi provostové Edinburghu, Glasgow a Aberdeenu, předsedové Rady Highlandu a Rady Argyllu a Bute; šerifové v jednotlivých jurisdikcí ve Skotsku; zástupce ostrova Man jmenovaný guvernérem ostrova Man (Lieutenant Governor of the Isle of Man) a jmenovaný státním tajemníkem; a až pět kooptovaných komisařů.

## Vlajka
Rada Severních majáků používá dvě vlajky:
- modrou vlajku s bílým majákem na otevřené straně.
- bílou vlajku s černým majákem na otevřené ploše, na níž je vyobrazena vlajka Unie bez kříže svatého Patrika. Jedná se o jedinou vlajku ve Spojeném království, která zobrazuje Union Jack z doby před rokem 1801. Bílá vlajka se na lodích NLB vyvěšuje pouze v případě, že je na palubě komisař.

Bílá vlajka (vlajka komisaře) a vlajka ostrova Man se vyvěšují před sídlem Northern Lighthouse Board.

Vlajka Northern Lighthouse Board
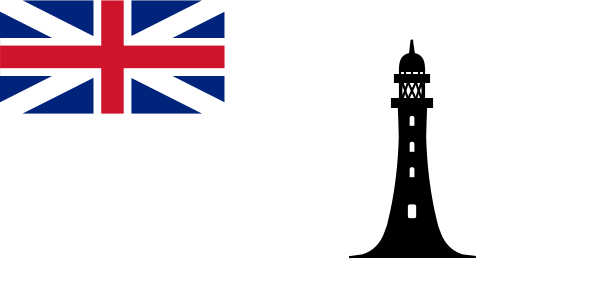
Vlajka Commissioners of Northern Lighthouse Board (Vlajka komisařů, bílá vlajka)

Heslo NLB zní: In Salutem Omnium - Pro bezpečí všech.